# Emma Löwstädt-Chadwick
Emma Hilma Amalia Löwstädt-Chadwick (født Löwstädt 10. august 1855 i Stockholm ; død 2. januar 1932 i Avignon i Frankrig, var en svensk maler og grafiker.
Emma Löwstädt-Chadwick flyttede til Frankrig og giftede sig 1882 med en velhavende amerikaner, maleren Francis Brooks Chadwick. De slog sig ned i Grez-sur-Loing (en), en mindre by lidt syd for Paris. Deres hjem blev samlingspunkt for egnens svenske kunstnerkoloni, herunder Carl Larsson.
Hun tilsluttede sig 1885 Opponenternas kritik af 'Konstakademien' og blev året efter medlem af det nydannede Konstnärsförbundet og Grafiska sällskapet fra 1910 ved dets grundlæggelse.
| - Emma Löwstädt-Chadwick og ægtemand - Löwstädt-Chadwick. Fra Svenskt Porträttgalleri, 1901 - Selvportræt i spejl - En ældre Löwstädt-Chadwick - Portrætteret af Carl Larsson - Portrætteret af ægtemanden, maleren Francis Brooks Chadwicks - Löwstädt-Chadwicks portræt af ægtemanden, maleren Francis Brooks Chadwick (u.å.) |

| - Værker af Emma Löwstädt-Chadwick - Strandparasol, Bretagne. Portræt af Amanda Sidwall (sv), 1880 - Afsted til søs ('Off to Sea') (u.å.) - Kystbillede i dis. Studie (u.å.) - Hvilende kvinde (u.å.) - Landskab med mor og barn (u.å.) - Vanitasstilleben med vase, bog og kranium, signeret Emma Löwstadt, olie på lærred - Sovende dreng, 1880'erne. Nationalmuseum, Stockholm. - Kortspil - Pont Neuf |